# شارل نیت
شارل نیت (فرانسوی: Charles Gniette‎) بازیکن هاکی روی چمن اهل بلژیک بود. از افتخارات وی میتوان به کسب مدل برنز در بازی‌های المپیک تابستانی ۱۹۲۰ اشاره کرد.